# David Vaughan
David Owen Vaughan (Abergele, Gales, Reino Unido, 18 de febrero de 1983) es un exfutbolista y entrenador británico, internacional con la Selección de fútbol de Gales. Jugaba de centrocampista. Es entrenador del equipo sub-18 del Crewe Alexandra desde 2023.
Formado en la cantera del Crewe Alexandra, la carrera de Vaughan estuvo ligada a este club hasta 2007. Con el Crewe Vaughan jugó en la segunda y tercera divisiones del fútbol inglés. Tras una temporada jugando en la Segunda división española en las filas de la Real Sociedad, el galés fichó en 2008 por el Blackpool FC, equipo con el que ha logrado sus mejores resultados hasta el momento; al lograr ascender con este equipo a la Premier League, siendo uno de los jugadores titulares del Blackpool en este éxito.

## Trayectoria
David Vaughan nació en 1983 en el norte de Gales, la mayor parte de las fuentes citan la localidad de Abergele como su lugar de nacimiento, otras en cambio la vecina localidad de Rhuddlan. En cualquier caso, a pesar de haber nacido en Gales, Vaughan se ha formado en el fútbol inglés. Fue en la cantera del modesto club profesional Crewe Alexandra de Crewe, una ciudad situada sin embargo cerca de la frontera de Gales, a algo menos de 100km de Abergele y Rhuddlan.

### Crewe Alexandra
Inicialmente jugaba como un defensa con proyección ofensiva pero el mánager Dario Gradi le reconvirtió en centrocampista, jugando siempre Vaughan por la izquierda. Vaughan hizo su debut con el primer equipo del Crewe Alexandra a los 17 años de edad, el 19 de agosto de 2000 en un empate a 0 con el Blackburn Rovers en la First División (segunda división del fútbol inglés en aquel entonces). Esa fue la única aparición de Vaughan en la temporada 2000-01 con el primer equipo del Crewe Alexandra.
La siguiente temporada, 2001-02 jugó 16 partidos en Liga y marcó su primer gol oficial con el club el 26 de enero de 2002 en una victoria por 4-2 frente al Rotherham United en la cuarta ronda de la FA Cup. El Crewe finalizó la temporada 2001-02 en 22º lugar en la First División y fue relegado a la Second División (tercer nivel de fútbol inglés).
La temporada 2002-03 Vaughan jugó 40 partidos, marcando el galés 4 goles. El Crewe finalizó en segundo lugar y volvió a ascender a la First División. Marcó el primer gol en una goleada por 8-0 frente al Doncaster Rovers en el Football League Trophy. Dieciséis días más tarde marcaba su primer gol en liga, frente al Cheltengam Town. 
La temporada 2003-04 Vaughan tuvo 33 presencias en Liga con el Crewe, que finalizó en 18º lugar, salvando la categoría por poco. La temporada 2004-05 jugó 48 partidos y marcó 6 goles, en la categoría rebautizada ya como Football League Championship, su actual nombre. En esta temporada el Crewe se volvió a librar por poco del descenso (por un solo gol de diferencia).
En la temporada 2005-06 Crewe fue finalmente descendido de categoría. Vaughan volvió a ser un jugador importante del equipo, con 36 apariciones y 5 goles.
En la temporada 2006-07 Vaughan jugó un total de 35 partidos marcando 4 goles, en la League One (ahora convertida en tercera categoría del fútbol inglés). Comenzó la temporada 2007-08 también con el Crewe Alexandra, llegando a jugar un partido al comienzo de la Liga, pero el 17 de agosto de 2007, el Crewe aceptó una oferta de 300.000 libras por el jugador, procedente de la Real Sociedad que envió al galés a jugar a la Segunda División española.

### Real Sociedad
El fichaje de Vaughan por la Real Sociedad se cerró finalmente el 23 de agosto de 2007 después de que Vaughan hablará con el nuevo director técnico del equipo, el también galés Chris Coleman, quien había sido designado mánager de la Real Sociedad 2 meses antes, tras el descenso del club a la Segunda división española.
Tras comenzar la temporada como titular en el medio izquierdo, Vaughan se vio afectado por una importante lesión que le impidió jugar a partir de finales de octubre. Unas molestias en el pubis le dejaron más de tres meses en el dique seco y estuvieron a punto de hacerle pasar por el quirófano. Durante el tiempo que estuvo lesionado ocurrieron importantes cambios en el seno del club, dos nuevos presidentes (Juan Larzabal) e Iñaki Badiola pasaron a dirigir el club y su principal valedor, Coleman, enfrentado con el nuevo presidente del club, Iñaki Badiola, dimitió como mánager el 16 de enero.  El nuevo presidente trajo a un nuevo entrenador y reforzó el equipo con nuevos fichajes en el mercado de invierno, entre los que llegó un jugador que jugaba en el mismo puesto de Vaughan, el extremo izquierdo Nacho. La llegada de Nacho, la marcha de su compatriota Coleman, su larga ausencia por lesión y el hecho de que fuera uno de los más destacados fichajes realizados por la anterior directiva del club, dejaron a Vaughan en una situación complicada.
Aunque Vaughan reapareció, tras jugar dos partidos recayó de su lesión. Durante el tramo final de la temporada Vaughan fue protagonista de un culebrón ya que la dirección del club trató de forzar que se operara lo que hubiera permitido fichar a la Real otra jugador dando de baja al galés por lesión de larga duración. Vaughan se negó a ello ya que consideraba que estaba recuperado y disponible para jugar de nuevo lo que tensionó su relación con la dirección del club
Al final de la temporada, la Real Sociedad quedó en 4º lugar, perdiendo en la última jornada la posibilidad de ascender a la Primera división. La temporada de Vaughan en la Real se resume en 9 encuentros disputados y 1 gol marcado, siendo su participación únicamente reseñable en los 2 primeros meses de competición, a partir de los cuales apenas dispuso de oportunidades. La crítica situación económica del club que entró en ley concursal al finalizar la temporada, así como los problemas del jugador con la dirección del club forzaron la marcha del jugador galés del club al finalizar la temporada.

### Blackpool
El 4 de agosto de 2008, Vaughan regresó a Inglaterra, fichando por el Blackpool FC, equipo de la Football Champshionship (segundo nivel del fútbol inglés). Su fichaje costó a las arcas de los seasiders £200,000. El galés firmó un contrato de dos años, prorrogable por un año más.
Debutó con el Blackpool el 9 de agosto de 2008 entrando como sustituto en la segunda parte del Blackpool-Bristol City en Bloomfield Road. Su primer gol con el club llegó en una derrota por 2:3 contra el Doncaster Rovers el 7 de febrero de 2009. En su primera temporada jugó un total de 35 partidos logrando hacerse con un hueco en el equipo.
En la temporada 2009-10 logró de nuevo anotar en la victoria por 2:0 sobre el Plymouth Argyle en Bloomfield Road el 17 de octubre de 2009. Tras su destacado papel en la victoria por 2:0 sobre el Reading el 20 de enero de 2010 fue nombrado como parte del "equipo de la semana" de la Football Championship.
En la última jornada de la temporada 2009-10 el Blackpool logró in extremis la sexta plaza en la Football Champshionship en dura pugna con el Swansea City. Los seasiders debían igualar el resultado del encuentro que jugaba el Swansea. Ambos equipos empataron en sus respectivos choques, aunque el Swansea estuvo a punto de ganar, siendo anulado un gol suyo por mano en los últimos minutos de partido. El sexto puesto, mejor clasificación del Blackpool desde la temporada 1970-71, clasificaba al club para la disputa de los play-offs de ascenso que le enfrentarían a los equipos clasificados entre el tercer y quinto puesto. El Blackpool, fuera de pronóstico, se hizo con el playoff de ascenso y regresó a la máxima categoría del fútbol inglés por primera vez desde 1971.
La temporada 2010-11, Vaughan debutó por primera vez en su carrera en la máxima categoría del fútbol inglés intentando mantener la categoría con el modesto Blackpool FC.

### Notts County
El 6 de julio de 2018, Vaughan fichó por el Notts County.

## Selección nacional
Vaughan jugó 2 partidos para la selección sub-19 de Gales en 2002, marcando un gol. Entre 2002 y 2005 jugó 8 partidos con la selección sub-21 de Gales, marcando tres goles.
Su debut con la selección de fútbol de Gales se produjo el 26 de mayo de 2003 ante Estados Unidos. Hasta el 12 de octubre de 2010 ha participado en 21 partidos con la selección de su país, habiendo marcado 1 gol.

## Clubes
| Club                       | País       | Periodo     |
| -------------------------- | ---------- | ----------- |
| Crewe Alexandra            | Inglaterra | 2000-2007   |
| Real Sociedad              | España     | 2007-2008   |
| Blackpool FC               | Inglaterra | 2008- 2011  |
| Sunderland                 | Inglaterra | 2011-2013   |
| Nottingham Forest (Cesión) | Inglaterra | 2013- 2014  |
| Nottingham Forest          | Inglaterra | 2014 - 2018 |
| Notts County               | Inglaterra | 2018-2019   |
| Nantwich Town              | Inglaterra | 2021-2022   |